# Vriesea stricta
Vriesea stricta är en gräsväxtart som beskrevs av Lyman Bradford Smith. Vriesea stricta ingår i släktet Vriesea och familjen Bromeliaceae. Inga underarter finns listade i Catalogue of Life.